# Ambróz Lazík

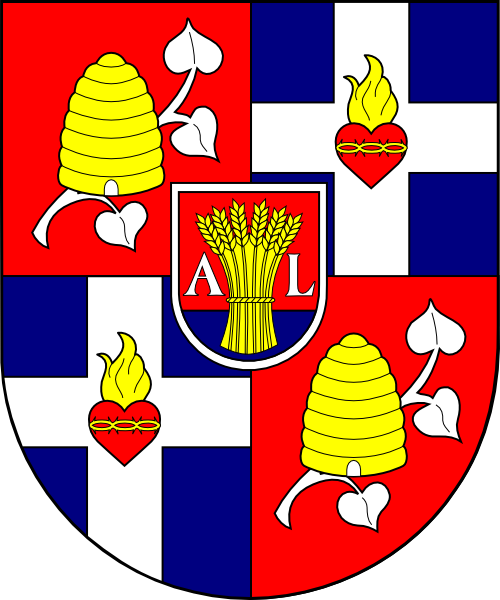
Wappen Bischof Ambróz Lazík, Apostolischer Administrator von Trnava

Ambróz Lazík (* 7. Dezember 1897 in Trstín; † 20. April 1969 in Trnava) war Apostolischer Administrator in Trnava.

## Leben
Nach Lehrabschluss in einer kleinen Werkstatt in Trnava, leistete er 1917 seinen Wehrdienst ab, ging 1919 zu theologischen Studien nach Dublin. Am 29. Juni 1922 empfing er in der Kathedrale des heiligen Emmeram zu Nitra die Priesterweihe. Nach einer Kaplanzeit war er 1925 Archivar und Bischofssektretär und promovierte 1933  in Theologie. Von 1936 bis 1938 war er Generalvikar des Apostolischen Administrators von Trnava, Pavol Jantausch. 1938 wurde er Rektor des Priesterseminars in Bratislava. 1942 als Pfarrer in Trnava, wurde er 1945 erneut Generalvikar.
Am 8. Juni 1947 wurde er zum Apostolischen Administrator von Trnava  bestellt und am 25. Juli 1949 zum Titularbischof von Appia ernannt. Die Bischofsweihe spendete ihm am 14. August 1949 Josef Karel Matocha, der Erzbischof von Olmütz; Mitkonsekratoren waren der Bischof von Spiš / Zips, Ján Vojtaššák und der griechisch-katholische Bischof der Eparchie Prešov, Pavol Peter Gojdič OSBM.
Sein Wahlspruch lautete: Ave Crux („Sei gegrüßt, Heiliges Kreuz“).
1950/51 wurde er von der kommunistischen Staatssicherheit unter Hausarrest gestellt.
Er war Konzilsvater des II. Vatikanischen Konzils.
Ambróz Lazík starb am 20. April 1969 in Trnava und wurde an seinem Geburtsort beigesetzt.